# 米亚温贾
米亚温贾（羅馬化：Myaundzha）是俄罗斯马加丹州的市级镇，属苏苏曼区，地处马加丹州西部，在区行政中心苏苏曼及州府马加丹西北方。科雷马河流域内一小河米亚温贾河流经该地南部。R504公路（科雷马公路）从该地以西地区经过。
1957年设市级镇。该地2021年人口有1,391人；2010年人口1,663；2002年人口2,131；1989年人口5,090。